# Glenea cylindricollis
Glenea cylindricollis là một loài bọ cánh cứng trong họ Cerambycidae.